# 蘇克雷市 (米蘭達州)

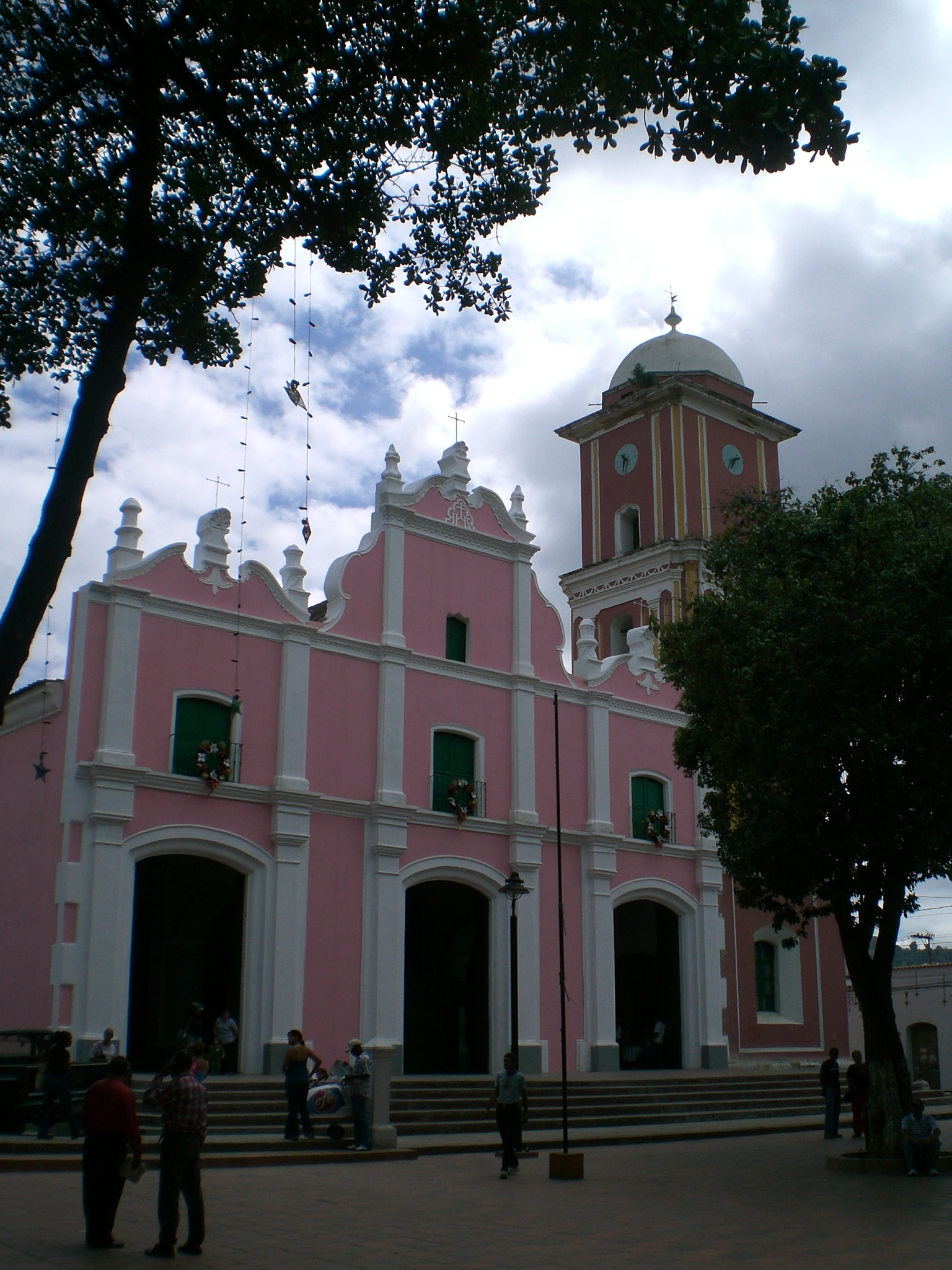

10°29′N 66°49′W / 10.483°N 66.817°W
蘇克雷市（西班牙語：Municipio Sucre），是委內瑞拉的一個市，位於該國北部米蘭達州，首府設於佩塔雷，始建於1621年2月17日，面積164平方公里，海拔高度890米，2010年人口656,556，人口密度每平方公里4,003.39人。